# 探偵学園Q
『探偵学園Q』（たんていがくえんキュウ）は、原作：天樹征丸、作画：さとうふみやによる日本の漫画作品、およびそれを原作とするアニメ・ドラマ作品。

## 概要
本作品は『金田一少年の事件簿』と同作者陣による半年ぶりの完全新作として『週刊少年マガジン』（講談社）2001年25号から2005年34号まで連載された。ただし2004年37・38合併号から44号までの間は『金田一』の新作連載のため一時中断している。単行本は『講談社コミックス』より全22巻が発売され、2007年から2008年にかけて文庫版が全12巻発売された。2007年の連続ドラマ放送に合わせて『週刊少年マガジン』2007年30号から38号に最終回から数年後を描いたストーリーが連載され、こちらは「探偵学園Q プレミアム」として単行本化された。2006年7月時点で累計部数は700万部を記録している。
2001年4月から9月の間を舞台に「世界一の探偵」を目指す主人公、キュウが探偵学園の仲間たちと共に様々な事件を解決していく姿をヒロインの美南恵の視点を中心として描いたミステリー漫画である。
内容は原作者・天樹征丸の「漫画から出発したミステリーというのをやりたい」という考えの下、「登場人物が成長していく漫画の面白さとミステリーの面白さを共に表現する」という方針で製作されている。そのため他の推理漫画と異なり主要登場人物の多くが学生と先生であり、学生の主人公たちが切磋琢磨しあってともに成長していく姿を色濃く描いている。そのため、作品の最初と最後では主人公たちに大きな変化が見られる。各事件も天樹の「読者に謎を解く楽しさを味わって欲しい」という考えの下「ヒントは○つ」の台詞とともにヒントが提示されるなど、読者にも謎が解きやすくなるような工夫が施されている。またストーリー全体で大きな謎がいくつも散りばめられており、その謎を登場人物とともに追い求めることができるというのもこの作品の特徴である。
『金田一』新作の掲載は編集部の決定によるものであるため、さとうは前述の中断に対し『ザ・ラスト・ミステリー』のインタビュー内で「せっかくQが盛り上がってきたところで…」と不満を漏らしている。
天樹はプレミアムの表紙裏のコメントにおいて「またいつか再連載したい」と語っている。

## あらすじ
以下のあらすじは原作のものであり、アニメ、ドラマのあらすじとは異なる。
中学生ながら天性の推理力と閃きを持つ主人公キュウは、幼いころに誘拐された際に助けてくれた探偵のおじさんを慕い、「世界一の探偵」になることを志す。その夢を叶えるために、厳しい入学試験を乗り越えて、伝説の名探偵団守彦が設立した探偵養成学校D.D.S.に入学する。
団守彦が持つ【警視庁特別公認探偵】の称号を受け継ぐ資格を与えられたクラス、通称Qクラスの一員となったキュウは、同年代で同じQクラスメンバーである瞬間記憶能力を持つ美少女美南 恵、天才的な推理力を持つ美少年天草 流、パソコンを駆使した推理をする小学生鳴沢 数馬、体力と直感が自慢の遠山金太郎たちと、時には競い合い、時には協力しながら団守彦の後継者を目指していく。
さまざまな殺人事件の捜査を行う中で、絵画・作曲・建築・工芸・陶芸など多方面で活躍した天才芸術家九頭龍匠の創作した数々の作品が、キュウたちに謎を投げかける。その謎を解いていく過程で、流が「九頭竜匠の血縁」であることが判明する。
そして、かつて団守彦が助手の命、そして自らの下半身の不自由という大きな代償と引き換えに壊滅に追い込んだ犯罪集団「冥王星」が再び暗躍し始め、Qクラスも冥王星の悪意に巻き込まれていく。流は祖父が冥王星の首領、キング・ハデスだということを知り苦悩する。そしてキュウは、そんな流の苦悩と、探偵のおじさんが冥王星との戦いで命を落とした団の助手、連城 暁であったことを知り、冥王星に負けないという意思と連城への憧れを強めていくのであった。
団が病に倒れたのと時を同じくして、キング・ハデスの最終計画「棲龍館殺人事件」が発動し、流はその犯人に仕立て上げられそうになるが、キュウと流の深い信頼はその目論見を打ち破る。そしてキュウはキング・ハデスの口から、連城暁が実の父であると告げられるも、動することなくキング・ハデスに立ち向かう。自らの敗北を悟ったキング・ハデスは、流の記憶を開放し、自ら死を選ぶ。
団は後継者の証となるメダルの欠片をQクラスに渡し、全員を後継者とすることを告げた後、この世を去るのであった。

## 登場人物
連城 究（キュウ：れんじょうきゅう）
声 - 緒方恵美 / 演 - 神木隆之介
主人公。1987年生まれの中学3年生（単発ドラマでは1年、連続ドラマでは2年）。学校の勉強はまるでダメだが、推理力は高く、特に発想の柔軟さと観察眼の鋭さは際立っている。謎が解けた際には「ヒントは◯つ…答えは一つ」という決め台詞を用いる。幼少時に誘拐されたことがあり、その時に助けてくれた「探偵のおじさん（連城暁）」を慕って探偵を志し、D.D.S.に入学した。主人公でありながら第一話より一貫してあだ名の「キュウ」とのみ呼ばれており、連載最終回で初めて本名が明らかとなった。
美南 恵（メグ：みなみ めぐみ）
声 - 桑島法子 / 演 - 志田未来
ヒロイン。キュウと同じ1987年生まれの中学3年生（単発ドラマでは1年、連続ドラマでは2年）。通称メグ。一度見たり聞いたりしたものは絶対忘れない「瞬間記憶能力」の持ち主で、3歳の時にある殺人事件の証人として事件解決に貢献し、4歳の時には連続銀行襲撃事件の犯人を目撃し、その逮捕に貢献したことから史上最年少で警視総監特別賞を授与された過去を持つ。
天草 流（リュウ：あまくさ りゅう）
声 - 遠近孝一 / 演 - 山田涼介
キュウと同じ1987年生まれの中学3年生（単発ドラマでは1年、連続ドラマでは2年）。学問、格闘技、スポーツなど様々な分野に長けていて、日本の私立小学校を卒業後、アメリカに留学してジュニアハイスクール、ハイスクールを共に飛び級により1年で卒業しており、アメリカの大学の入学資格を持っている「天才」。キュウの「答えは一つ」に相当する「今…霧は晴れた」という決め台詞を持つ他、事件への探究心もキュウと同様極めて強く、「謎よ…もっと深まれ」という台詞も好んで用いる。
鳴沢 数馬（カズマ：なるさわ かずま）
声 - 川上とも子 / 演 - 松川尚瑠輝（単発）・若葉克実（連続）
1990年生まれの11歳（連続ドラマではキュウと同じ中学2年）。総合財閥鳴沢産業社長・鳴沢卓馬の三男であり、7歳の時から数々の大ヒットゲームを世に送り出した天才ゲームプログラマー。そのため、コンピュータに関する知識は目を見張るものがあり、検索エンジンや事件ファイル、高度な計算ソフトなども自分で開発している他、自分用の研究室もある。オリジナルの探偵グッズを作っており、それがメグの命を救ったこともある。事件時には現場には向かわず一人残って情報収集、処理を行うことが多い。
遠山 金太郎（キンタ：とおやま きんたろう）
声 - 石川英郎 / 演 - 要潤
1983年生まれの高校3年生で18歳（連続ドラマでは25歳）。Qクラスの中で最年長。遠山の金さんの末裔。頭はそれほど良くないが、運の良さ・直感・運動能力（剣道四段・柔道三段・空手三段の合わせて十段に加え水泳、陸上でも数々の賞に輝いている）・視力（4.0、本人いわく縄文人並）・嗅覚（本人いわく犬並み）は抜群。特に勘はババ抜きを十回やって十回ともトップになるほどでこれがリュウの誤推理を諭したこともある。「遠山流隠密術」という江戸時代から続く秘術を継承しているが失敗も多い。

## 用語
D.D.S.（Dan Detective School、団探偵学園）
団守彦が創設した、探偵を養成する学校。所在地は東京都東文教区琴和二丁目十番二十一号。法医学・暗号・格闘技・コンピュータなど様々なことを学ぶ。警察関係者や学生も通っており、平日は午後からの授業が多い。クラスはQ・A・B・C・Dの5つに分かれており、Qクラス以外のクラスは本館で授業を受ける。QクラスのQは「Qualified（資格を与えられた）」という意味で、団守彦が探偵業を始めた建物（棲龍館）を校舎として使い、団自身からも講義を受ける。ここの生徒であることを示すD.D.S.手帳は警察手帳に匹敵するほどの効力を持つ。講師はD.D.C.の探偵と兼業である場合もある。初代講師は団守彦と連城暁の2人、第一期生は七海・本郷・片桐の3人であった。Qクラスを創立したのはその中から後継者の1人を選び出すのが目的であったが、『棲龍館殺人事件』において団の警視庁特別公認探偵のメダルが銃弾を受け5つに割れたためその欠片を受け継ぐという形で5人全員が後継者になった。
連続ドラマでは校舎やQクラス以外のクラスは登場せず、団が現役時代に使っていた事務所を校舎代わりに使用している。
D.D.C.（Dan Detective Company、団探偵社）
警察を退職した団守彦が40年ほど前、1960年代前半に創設した探偵社。D.D.S.の上部組織でD.D.S.と同様「D.D.C.手帳」が存在する。
「冥王星」
黒王百合華が編み出した理論を元に、その息子、キング・ハデスが創設した犯罪組織で団守彦とD.D.C.の宿敵。心理カウンセラーやホームページなどの悪意がたまる場所から依頼者を見つけ出して接触し犯罪計画を持ちかけ、犯罪計画を授けて犯罪を実行させ、成功した場合は依頼者の全財産の半分を貰い受ける（ただし必ずしも金銭とは限らず『幻奏館殺人事件』のように芸術作品などを指定する場合もある）。失敗した場合は後催眠を使い、依頼者同士を殺し合わせたり第三者に殺害されるようにしたり解明者を殺害しようとさせることによって自分たちの存在を隠滅しようとする。「頭脳集団である」ことと犯罪計画に対して直接手を出さないことを美学としており、美学を破ったために上がメンバーとしての「品位」を持たぬと判断した者は容赦なく「処刑（殺害ではなく、強力な催眠術により自我を喪失させ廃人にする）」する。メンバーは必ず体のどこかに冥王星の惑星記号の形の刺青をいれており、これによりメンバーであることが認識される。物語開始の8年前、団守彦と連城暁を中心とするD.D.C.によって壊滅に追い込まれたが、本拠地を知られずに済んだため潜伏活動を続け、復活した。『棲龍館殺人事件』で本拠地を警察とD.D.C.に制圧され、再び壊滅した。
幹部級のメンバーは全員ギリシア神話の「ハデス（冥界の王）」や準惑星「冥王星」に関連した名前を持つが、アニメオリジナルの「アヌビス」のみエジプト神話の死者の神となっている。
警視庁特別公認探偵
団守彦が有する警察官と同等の捜査権および逮捕権を与えられ、拳銃の携帯も許された日本で唯一の称号（警視庁とあるが、東京以外の地域でも通用する）。
国立能力開発研究所
メグや三郎丸が通っていた、国立の研究所。表向きは天賦の才能を開花させる研究所だが、実は超能力者の発掘・養成所で、全国から優秀な子供を集めては超能力者を養成していた。実情は極めて不透明で、4年前に起こった「所長惨殺事件」を契機に廃れていき閉鎖された。
棲龍館
日本各地にある九頭龍匠が設計した館。全部で9つあり、それぞれの館には竜生九子の名前がつけられている。例として7番目の館がD.D.S.のQクラス校舎であり「睚眦（がいし）」に相当する。壱、伍、六、九の館は元々天草家が所有していたが、9年前に当主の天草寂が失踪してからは彼の信頼の厚かった使用人4人がオーナーとなる形で館や財産の管理をしていたと言われている。
テスタ・ディ・ドラゴ
九頭龍匠が制作した9つのヴァイオリン。うち一つはヴァイオリニストの大御所、弓削雅臣が持っており『幻奏館殺人事件』で登場した。イタリア語で「龍の頭」の意味。
紫雲龍
九頭龍匠が制作した9つの陶器。うち一つは陶芸家の娘、楠桜に作り残しこの作品に彼女へのメッセージを残した。2匹の龍が浮かび上がっている陶器。
千鱗龍
九頭龍匠が制作した9つの組木箱。蓋に龍が描かれている。うち一つは奥秩父の夜桜村の月村家が所持しており、『吊り橋村殺人事件』に登場する。

## 主な事件
「冥王星」が絡んでいるもの、もしくは4話以上で構成された中編以上のものを記す。
| 事件No. | 事件名                     | 収録巻       | 話数   | 怪人名               | 関与した冥王星 | 備考                                                                                           |
| ------- | -------------------------- | ------------ | ------ | -------------------- | -------------- | ---------------------------------------------------------------------------------------------- |
| 1       | 切り裂き島の惨劇           | KC 1 - 2巻   | 全10話 | 「切り裂きジャック」 | ー             |                                                                                                |
| 2       | 神隠し村殺人事件           | KC 3 - 4巻   | 全13話 | 「疫神教の教祖」     | ー             | Qクラス最初の事件捜査。                                                                        |
| 3       | 降霊術殺人事件             | KC 5巻       | 全4話  | ー                   | 不明           | アニメ版では冥王星は関与していない。                                                           |
| 4       | 軽井沢コンパニオン殺人事件 | KC 6巻       | 全4話  | ー                   | ミス・カオリ   | 作品タイトルは「Q対A 延長戦」                                                                  |
| 5       | 旧校舎の秘密               | KC 6 - 7巻   | 全4話  | ー                   | タナトス       |                                                                                                |
| 6       | 殺人コレクター             | KC 7 - 8巻   | 全9話  | 「コレクター」       | ー             | ドラマ版では冥王星が関与している。                                                             |
| 7       | 幻奏館殺人事件             | KC 9 - 10巻  | 全12話 | 「冥界のマエストロ」 | ミス・カオリ   |                                                                                                |
| 8       | 魔矢姫伝説殺人事件         | KC 11 - 12巻 | 全6話  | ー                   | ー             | アニメ版では冥王星が関与している。                                                             |
| 9       | 雪月花殺人事件             | KC 13 - 14巻 | 全11話 | ー                   | ケルベロス     | 作品タイトルは「雪月花殺人事件」 - 「Qクラスであるために」 - 「暴かれた貌」 - 「雪月花の真実」 |
| 10      | 血塗られた花園             | KC 15巻      | 全4話  | ー                   | ー             |                                                                                                |
| 11      | 吊り橋村殺人事件           | KC 16 - 17巻 | 全9話  | ー                   | ー             |                                                                                                |
| 12      | サイキック・マーダー       | KC 18 - 19巻 | 全7話  | 「サイキック」       | タナトス       | 連載時は「サイキック殺人事件」。                                                               |
| 13      | 棲龍館殺人事件             | KC 20 - 22巻 | 全15話 | ー                   | キング・ハデス |                                                                                                |

## 書誌情報
いずれも、原作は天樹征丸、作画はさとうふみやであり、 講談社〈講談社コミックス〉レーベルから発行されている。
- 天樹征丸（原作） / さとうふみや（作画） 『探偵学園Q』 講談社〈講談社コミックス〉、全22巻
  1. 2001年9月17日初版発行、ISBN 4-06-313024-X
  2. 2001年10月17日初版発行、ISBN 4-06-313033-9
  3. 2001年12月17日初版発行、ISBN 4-06-313056-8
  4. 2002年3月15日初版発行、ISBN 4-06-313088-6
  5. 2002年5月17日初版発行、ISBN 4-06-363109-5
  6. 2002年8月16日初版発行、ISBN 4-06-363138-9
  7. 2002年10月17日初版発行、ISBN 4-06-363155-9
  8. 2003年1月17日初版発行、ISBN 4-06-363196-6
  9. 2003年3月17日初版発行、ISBN 4-06-363217-2
  10. 2003年4月17日初版発行、ISBN 4-06-363328-4
  11. 2003年6月17日初版発行、ISBN 4-06-363254-7
  12. 2003年9月17日初版発行、ISBN 4-06-363293-8
  13. 2003年11月17日初版発行、ISBN 4-06-363314-4
  14. 2004年1月16日初版発行、ISBN 4-06-363327-6
  15. 2004年3月17日初版発行、ISBN 4-06-363354-3
  16. 2004年6月17日初版発行、ISBN 4-06-363390-X
  17. 2004年9月17日初版発行、ISBN 4-06-363425-6
  18. 2004年12月17日初版発行、ISBN 4-06-363462-0
  19. 2005年3月17日初版発行、ISBN 4-06-363503-1
  20. 2005年5月17日初版発行、ISBN 4-06-363527-9
  21. 2005年7月15日初版発行、ISBN 4-06-363553-8
  22. 2005年10月17日初版発行、ISBN 4-06-363585-6
- 天樹征丸（原作） / さとうふみや（作画） 『探偵学園Q プレミアム』 講談社〈講談社コミックス〉、2007年9月6日初版発行、ISBN 978-4-06-363880-6

## テレビアニメ
2003年4月15日から2004年3月20日までTBS系列で放送された。全45話。
2003年9月9日まではTBS系列全国ネットで、火曜日18時55分から19時24分（JST）の放送枠だった。10月から「ぴったんこカン・カン」を1時間枠として放送させることになった影響で、土曜日17時30分枠のローカルセールス枠に移動した。なお、原作はまだ連載中であったため、「冥王星」やリュウの過去などのストーリーの全貌は明かされないまま、最終回はアニメオリジナルの結末で終了した。本作品以降、2016年4月に開始した『カミワザ・ワンダ』まで12年半の間、TBS制作による全国ネットアニメは存在しない。
主題歌はピポ☆エンジェルズを除いて、全てGIZA studio所属のアーティストの楽曲が使われていた。
また、2003年12月から2004年3月の最終回までは地上波デジタル放送で16:9サイズ（ハイビジョンではない）で放送されていた（当時TBS制作のアニメ作品では地上波ではデジタル放送でも16:9SDマスターを4:3左右カットすることがほとんどであったが、2009年10月期以降はフルサイズ放送に移行。なお、2007年4月以降の毎日放送および中部日本放送単独もしくは両局共同制作作品に関しては、TBSへ逆ネットする際も16:9フルサイズ放送（一部はハイビジョン制作）となっている）。

### 特徴
アニメでは原作と違い、キュウが第一話の時点でD.D.S.の存在を知らない、Qクラスが当初は落ちこぼれを集めたクラスのように描かれるなど原作とは違う脚色が多くなされている。これは監督である阿部紀之の「原作を知らない人にも作品の設定を知ってもらいたい」という意向のためである。また死体の描写や殺人の瞬間などは修正されており、パンチラなどのお色気描写もなくなっている。

### スタッフ
- 原作 - 天樹征丸×さとうふみや (講談社「週刊少年マガジン」掲載)
- 企画 - 工富保、坂本香
- トリックスーパーバイザー - 広真紀、高橋ナツコ、渡邊大輔
- シリーズ構成 - 林誠人
- キャラクターデザイン - 大西雅也
- サブキャラクターデザイン - 宇佐美皓一
- プロップデザイン - 髙木弘樹
- 美術監督 - 高木佐和子
- カラーデザイン - 上谷秀夫
- 撮影監督 - 福島敏行
- 音楽 - 池田大介
- プロデューサー - 丹羽多聞アンドリウ、源生哲雄、萩野賢
- アシスタントプロデューサー - 神宮司剛史、福良啓
- アニメーション制作 - ぴえろ
- 監督 - 阿部記之
- 製作 - TBS、ぴえろ

### 主題歌

#### オープニング
迷Q!?-迷宮-MAKE★YOU-（第1話 - 第21話）
作詞 - AZUKI七 / 作曲 - 大野愛果 / 編曲 - 尾城九龍 / 歌 - 岸本早未（レーベル - GIZA studio）
Luvly,Merry-Go-Round（第22話 - 第34話）
作詞 - シライシ紗トリ・UCO / 作曲・編曲 - シライシ紗トリ / 歌 - ピポ☆エンジェルズ（レーベル - Sony Music Records）
100%ピュア（第35話 - 最終話）
作詞 - mavie / 作曲 - k.h.i / 編曲 - 秋元直也 / 歌 - ピポ☆エンジェルズ（レーベル - Sony Music Records）

#### エンディング
恋ごころ（第1話 - 第11話）
歌・作詞 - 菅崎茜 / 作曲 - 大野愛果 / 編曲 - 小林哲（レーベル - GIZA studio）
虹色にひかる海（第12話 - 第21話）
歌・作詞 - 北原愛子 / 作曲 - 春畑道哉 / 編曲 - 徳永暁人（レーベル - GIZA studio）
みえないストーリー（第22話 - 第34話）
作詞 - AZUKI 七 / 作曲 - 大野愛果 / 編曲 - 小林哲 / 歌 - 岸本早未（レーベル - GIZA studio）
風に向かい歩くように（第35話 - 最終話）
作詞 - AZUKI 七 / 作曲 - 大野愛果 / 編曲 - 小林哲 / 歌 - 岸本早未（レーベル - GIZA studio）

### 各話リスト
| 話 | 放送日         | サブタイトル                   | 脚本       | 絵コンテ            | 演出         | 作画監督       |
| -- | -------------- | ------------------------------ | ---------- | ------------------- | ------------ | -------------- |
| 1  | 2003年 4月15日 | 目指せ！世界一の名探偵！！     | 林誠人     | 阿部記之            | 阿部記之     | ふかざわまなぶ |
| 2  | 4月22日        | 夢の第一歩・入学試験の罠       | 林誠人     | 東海林真一          | 谷田部勝義   | 高乗陽子       |
| 3  | 4月29日        | 最終試験！張り巡らされた罠     | 林誠人     | 榎本明広            | 榎本明広     | 中森良治       |
| 4  | 5月6日         | 入学式の殺意！学園爆破予告     | 高橋ナツコ | 高橋資祐            | 小柴純弥     | 高橋資祐       |
| 5  | 5月13日        | 暗号解読！？死者のメッセージ   | 広真紀     | 阿部記之            | 室谷靖       | 桜井木の実     |
| 6  | 5月20日        | 証言者1000人完全なアリバイ     | 広真紀     | 白川巨椋            | 伊達将利     | 石野聡         |
| 7  | 5月27日        | ジグソーパズルの遺言状         | 高橋ナツコ | 佐藤真二            | 伊藤真朱     | 窪詔之         |
| 8  | 6月3日         | あの美少年探偵！ついに登場！！ | 大和屋暁   | 谷田部勝義          | 谷田部勝義   | 高乗陽子       |
| 9  | 6月10日        | 対決！時を越えた殺人鬼！！     | 大和屋暁   | 小柴純弥            | 小柴純弥     | 三好和也       |
| 10 | 6月17日        | 天才美少年・完全密室を暴く     | 岩村匡子   | 室谷靖              | 室谷靖       | 松本朋之       |
| 11 | 6月24日        | 最終決戦！Qクラスの真実！！    | 岩村匡子   | 榎本明広            | 中森良治     | 工藤ヒデアキ   |
| 12 | 7月1日         | たたり発生！？降霊術殺人事件   | 渡邊大輔   | ふかざわまなぶ      | 伊達将利     | ふかざわまなぶ |
| 13 | 7月8日         | 密室の悪霊！止まらない殺人     | 渡邊大輔   | 谷田部勝義 阿部記之 | 平田豊       | 高乗陽子       |
| 14 | 7月15日        | 霊界が告げる！禁断の真相！！   | 広真紀     | 木宮茂              | 橋本敏一     | 松本朋之       |
| 15 | 7月22日        | 水深30m・海底密室殺人事件      | 大和屋暁   | 小柴純弥            | 熨斗谷充孝   | 鈴木伸一       |
| 16 | 7月29日        | クラス対抗！人間消失バトル     | 林誠人     | 高橋資祐            | 小柴純弥     | 高橋資祐       |
| 17 | 8月5日         | 死に至る秘境！神隠し村伝説     | 林誠人     | 伊藤真朱            | 伊藤真朱     | 石野聡         |
| 18 | 8月12日        | 決定的瞬間！空に消える死体     | 林誠人     | 榎本明広            | 榎本明広     | 中森良治       |
| 19 | 8月26日        | 死のお告げ！次はお前だ！！     | 林誠人     | 高田昌宏            | 平田豊       | 高乗陽子       |
| 20 | 9月2日         | 発覚! 仮面の教祖―罪と嘘!!      | 林誠人     | 室谷靖              | 室谷靖       | 松本朋之       |
| 21 | 9月9日         | 最後の神隠し！答えは一つ       | 林誠人     | 前島ケンイチ        | 前島ケンイチ | 茅野京子       |
| 22 | 10月4日        | 死者のディナー                 | 福田裕子   | 秋山勝仁            | 畠山茂樹     | 三好和也       |
| 23 | 10月11日       | アリバイ列車                   | 高橋ナツコ | 伊藤真朱            | 伊藤真朱     | ふかざわまなぶ |
| 24 | 10月18日       | 呪いのアイドル                 | 大和屋暁   | 阿部記之            | 阿部記之     | 宇佐美皓一     |
| 25 | 10月25日       | 宿敵！冥王星                   | 大和屋暁   | 阿部記之            | 葛谷直行     | 松本朋之       |
| 26 | 11月1日        | 狙われたメグ                   | 広真紀     | 東海林真一          | 青木新一郎   | 中森良治       |
| 27 | 11月8日        | 消えたドラゴン                 | 渡邊大輔   | 高橋資祐            | 小柴純弥     | 高橋資祐       |
| 28 | 11月15日       | 地下牢獄SOS                    | 渡邊大輔   | 前島健一            | 高橋滋春     | 菅井喜浩       |
| 29 | 11月22日       | 殺人コレクター                 | 岩村匡子   | 榎本明広            | 榎本明広     | かわむらあきお |
| 30 | 11月29日       | 死の校内放送                   | 岩村匡子   | 小柴純弥            | 室谷靖       | 松本朋之       |
| 31 | 12月6日        | ネットの悲劇                   | 岩村匡子   | 小柴純弥            | 小柴純弥     | 三好和也       |
| 32 | 12月13日       | 美少女探偵団                   | 高橋ナツコ | 新留俊哉            | 畠山茂樹     | 猫野那智子     |
| 33 | 12月20日       | 家庭科室の謎                   | 広真紀     | フカザワマナブ      | 清水明       | 菅野智之       |
| 34 | 12月27日       | 消えた呪い                     | 広真紀     | フカザワマナブ      | 阿部記之     | ふかざわまなぶ |
| 35 | 2004年 1月10日 | 恐怖の宝石爆弾                 | 林誠人     | 室谷靖              | 山内富夫     | 松本朋之       |
| 36 | 1月17日        | 幻奏館殺人事件                 | 渡邊大輔   | 小柴純弥            | 小柴純弥     | 中森良治       |
| 37 | 1月24日        | 死神の旋律                     | 渡邊大輔   | 榎本明広            | 榎本明広     | 宇佐美皓一     |
| 38 | 1月31日        | 殺人協奏曲                     | 高橋ナツコ | しまづ聡行          | 畠山茂樹     | 猫野那智子     |
| 39 | 2月7日         | 友情の決死行                   | 高橋ナツコ | 高橋資祐            | 小柴純弥     | 高橋資祐       |
| 40 | 2月14日        | 対決！首なし女                 | 渡邊大輔   | 室谷靖              | 室谷靖       | 松本朋之       |
| 41 | 2月21日        | 魔矢姫殺人事件                 | 大久保昌弘 | 小柴純弥            | 小柴純弥     | 中森良治       |
| 42 | 2月28日        | 裏切り者の里                   | 大久保昌弘 | 新留俊哉            | 清水明       | 菅野智之       |
| 43 | 3月6日         | リュウの決意                   | 広真紀     | 榎本明広            | 榎本明広     | ふかざわまなぶ |
| 44 | 3月13日        | 団守彦、誘拐！                 | 林誠人     | 新留俊哉            | 畠山茂樹     | 猫野那智子     |
| 45 | 3月20日        | 未来の名探偵                   | 林誠人     | 阿部記之            | 小柴純弥     | 宇佐美皓一     |

### 放送局
| 放送期間               | 放送時間           | 放送局                                    | 対象地域 | 備考 |
| ---------------------- | ------------------ | ----------------------------------------- | -------- | ---- |
| 2003年4月15日 - 9月9日 | 火曜 18:55 - 19:24 | TBS（製作局）をはじめとする TBS系列全28局 | 日本国内 |      |

| 放送期間（または、放送形態）   | 放送時間           | 放送局             | 対象地域       | 備考                         |
| ------------------------------ | ------------------ | ------------------ | -------------- | ---------------------------- |
| 2003年10月4日 - 2004年3月20日  | 土曜 17:30 - 18:00 | TBS                | 関東広域圏     | 製作局                       |
| 遅れネット                     | 土曜 2:10 - 2:40   | 東北放送           | 宮城県         |                              |
|                                | 日曜 6:15 - 6:45   | テレビユー福島     | 福島県         |                              |
| 2003年10月21日 - 2004年4月20日 | 火曜 2:17 - 2:47   | 新潟放送           | 新潟県         |                              |
| 2003年10月11日 - 2004年3月27日 | 土曜 5:30 - 6:00   | チューリップテレビ | 富山県         |                              |
| 遅れネット                     | 水曜 1:20 - 1:50   | テレビ山梨         | 山梨県         |                              |
| 2003年11月14日 -               | 土曜 2:15 - 2:45   | 静岡放送           | 静岡県         |                              |
| 遅れネット                     | 土曜 6:00 - 6:30   | 中部日本放送       | 中京広域圏     | 現・CBCテレビ 途中で打ち切り |
|                                |                    | 山陽放送           | 岡山県・香川県 | 現・RSK山陽放送              |
|                                | 月曜 2:45 - 3:15   | テレビ山口         | 山口県         |                              |
|                                | 木曜 16:25 - 16:55 | テレビ高知         | 高知県         |                              |
|                                | 土曜 7:00 - 7:30   | 長崎放送           | 長崎県         |                              |
|                                | 日曜 2:40 - 3:10   | 大分放送           | 大分県         |                              |
|                                | 日曜 6:15 - 6:45   | 南日本放送         | 鹿児島県       |                              |

第21話までのネット局のうち第22話以降もネットしたのは、上記の放送局のみとなり、それ以外の局では第2期をネットせず、打ち切りとなった。
| TBS系列 火曜日19時台前半（2003年4月 - 2003年9月）                  | TBS系列 火曜日19時台前半（2003年4月 - 2003年9月） | TBS系列 火曜日19時台前半（2003年4月 - 2003年9月）    |
| 前番組                                                             | 番組名                                            | 次番組                                               |
| ------------------------------------------------------------------ | ------------------------------------------------- | ---------------------------------------------------- |
| サバイバー ※18:55-19:54                                            | 探偵学園Q                                         | ぴったんこカン・カン ※18:55-19:54 （→1時間枠へ拡大） |
| TBS 土曜日17時台後半（2003年10月 - 2004年3月、本番組までアニメ枠） |                                                   |                                                      |
| GetBackers-奪還屋-                                                 | 探偵学園Q                                         | チャンネル☆ロック!                                   |

## テレビドラマ
2006年7月1日に単発ドラマが、2007年7月3日から9月11日まで連続ドラマが日本テレビ系列で放送された。単発はD.D.S.の入学試験を、連続はQクラスが事件を追っていく様子を描いているが同じ世界の出来事なのかどうかは不明。主要人物のキャストは数馬を除き同一である。
単発、連続共に登場人物の年齢や一人称、性格などに変更されている部分があり、ドラマには登場しない人物も多い（詳細は探偵学園Qの登場人物を参照）。
山田涼介は、この作品がドラマ初出演であり、後に2013年から2014年に放送された実写版『金田一少年の事件簿』にて四代目の金田一一を演じている。また、連続ドラマ化される『金田一少年の事件簿N』では、本作品でキュウを演じる神木隆之介が第1話『銀幕の殺人鬼』にゲスト出演している。

### 単発ドラマ
内容は「切り裂き島の惨劇」を元に、「旧校舎の秘密」「魔矢姫伝説殺人事件」の要素も絡めたオリジナルストーリー。視聴率は15.4%。
サブタイトルは「完全密室殺人に挑む若き勇者達!僕らの冒険が始まる!」。

#### キャスト
- 連城究（キュウ） - 神木隆之介
- 美南恵（メグ） - 志田未来
- 天草流（リュウ） - 山田涼介（ジャニーズJr.）
- 鳴沢数馬（カズマ） - 松川尚瑠輝
- 三郎丸豊 - 中尾明慶
- 片桐紫乃 - 鈴木砂羽
- 真木慎太郎 - 東根作寿英
- キュウの担任 - 佐藤弘道
- 遠山金太郎（キンタ） - 要潤
- 団守彦 - 陣内孝則

#### スタッフ（単発ドラマ）
- 脚本 - 樫田正剛
- 音楽 - 吉川慶
- 音楽プロデュース・選曲 - 志田博英
- タイトルバック演出・アートディレクション - 丹下紘希
- プロデューサー - 桑原丈弥、秋元孝之
- 演出 - 中島悟
- 制作協力 - アベクカンパニー
- 製作著作 - 日本テレビ

### 連続ドラマ
日本テレビ系列で毎週火曜日22時 - 22時54分（JST）に放送された日本のテレビドラマ。主演は連続ドラマ初主演となる神木隆之介。
キャッチコピーは「国語・算数・理科・事件。」。
ストーリーがオリジナルの場合でも、トリックは原作で使われた物、もしくはそれを元にした物になっている。中には『金田一少年の事件簿』のネタも登場する。
また、山田涼介は本作が連続ドラマ初出演・および出世作となったが、ジャニーズ事務所の版権の都合上、公式ホームページおよび地上デジタル放送のデータ放送などでは山田の写真は蝶の絵や似顔絵に差し替えられている。
舞台設定は原作やアニメと異なり秋葉原を中心に展開する。
放送終了から1年以上経ってDVD化が決定し、2009年3月4日に発売された。

#### 主要キャスト
- 連城究（キュウ） - 神木隆之介（幼少期：中村咲哉）
- 美南恵（メグ） - 志田未来
- 天草流（リュウ） - 山田涼介（ジャニーズJr.）（幼少期：櫻井遼太郎）
- 鳴沢数馬（カズマ） - 若葉克実
- 遠山金太郎（キンタ） - 要潤
- 団守彦 - 陣内孝則
- 七海光太郎 - 山本太郎
- ケルベロス - 鈴木一真
- ユリエ - 奥貫薫
- 諸星警部 - 斉木しげる
- 猫田刑事 - 星野源
- 植村はるか - 秋田真琴
- ダーツバーの案内人 - 喜屋武ちあき

#### ゲスト
第1話
- 米山良子 - 森口瑤子
- 手塚章 - 柄本時生
- 芳村玲子 - 廣田朋菜
- 岡田律子 - 垣内彩未
- 西村静香 - 岩井七世
- 佐々木まどか - 飯田里穂
- 大森恭子 - 伊藤未希
- 西村静香の父 - 田中要次
- 佐々木まどかの母 - 佐野珠美
- 佐々木まどかの祖母 - 小野敦子
- 金髪の女 - 屋敷絋子

第2話
- 牧野大介 - 本郷奏多
- 五十嵐匠 - 神保悟志
- 竹山裕紀 - 吉武怜朗
- 鈴木彩香 - 柳田衣里佳
- 森田裕一 - 隈部洋平
- ダンスリーダー - 青柳塁斗
- ダンス少女 - 池田愛

第3話
- 水野瑤子 - 市川由衣
- 落合 - 伊嵜充則
- 渡辺 - 深水元基
- 田村由季 - 永田杏奈
- そば屋・高田 - 光宣
- ホームレス - 伊藤昌一
- ラーメン屋店主 - 瀬戸将哉
- コンビニ店員 - 大森拓郎・金原泰成
- ホームレス狩りの若者 - 小野健人
- 落書きの男 - 白井達也
- 佐伯社長 - 赤屋板明

第4話・第5話
- 富永雅士 - 落合扶樹
- 佐久間響 - 若葉竜也
- 亀田純也 - 小野賢章
- 朝吹麻耶 - 鈴木かすみ
- 遠矢邦子 - 田島ゆみか
- 小椋絵美菜 - 高梨臨
- 村崎美里 - 西村理沙
- 警備員 - 田口主将
- 女生徒 - 松本夏空
- 劇中映画の少女 - 市川葵
- 劇中映画の犯人 - 伊勢田隆弘

第6話
- 福永右近 - 山崎裕太
- 福永左門 - 佐戸井けん太
- 福永朋江 - 西山繭子
- 福永葉月 - 山口美也子

第7話
- 遠山金三郎 - 山下真司
- 田口涼子 - すほうれいこ
- 美作竜介 - 波岡一喜
- 岡島弥生 - 上村愛香
- 西沢真希 - 木南晴夏
- 演出家・八代 - 山﨑勝之
- キャスリン・劇団員 - ともさと衣
- 貴族・劇団員 - 樫村勲
- 警察官 - 野澤いっぺい
- 遠山の部下 - 木川淳一・大西武志

第8話
- 浅野拓郎 - 鈴木浩介
- れいか - 高橋真唯
- 瀬戸内つぐみ - 嘉陽愛子
- ほのか - 秋山奈々
- 浅野の友人達 - 本田誠人・ムロツヨシ

第9話
- 連城暁 - 細川茂樹
- 田中 - 長谷川朝晴
- 医師 - 長野里美
- 中村（田中の同僚） - まいど豊
- 刑務官 - 渡辺穣

第10話・最終話
- 紅城響介 - 田中実
- 奈々村美姫 - 松尾れい子
- 神屋桔梗 - 邑野みあ
- 雨洞拓摩 - 小須田康人
- 紅城椿 - 山下裕子
- キング・ハデス（黒王星彦） - 若松武史（最終話のみ）

#### スタッフ（連続ドラマ）
- 脚本 - 大石哲也、渡辺雄介
- 音楽 - 吉川慶
- 技術協力 - NiTRo
- プロデューサー - 桑原丈弥、秋元孝之
- 演出 - 大塚恭司、位部将人、猪股隆一、石尾純
- 制作プロダクション - AVEC COMPANY
- 製作著作 - 日本テレビ

### 楽曲
- オープニングテーマ FLOW「Answer」
- エンディングテーマ the brilliant green「Stand by me」

### サブタイトル
| 各話                                                       | 放送日         | サブタイトル                                  | 脚本     | 演出            | 視聴率 |
| ---------------------------------------------------------- | -------------- | --------------------------------------------- | -------- | --------------- | ------ |
| 第1話                                                      | 2007年 7月03日 | 実戦開始! 戦慄の死の予言!! 死体消滅の謎を追え | 大石哲也 | 大塚恭司        | 12.4%  |
| 第2話                                                      | 7月10日        | 神のメール? 記憶消失の謎!!                    | 大石哲也 | 位部将人        | 10.9%  |
| 第3話                                                      | 7月17日        | 小さな恋に魔の手が迫る!                       | 大石哲也 | 石尾純          | 12.1%  |
| 第4話                                                      | 7月24日        | ネットの恐怖からメグを救え                    | 大石哲也 | 大塚恭司        | 10.3%  |
| 第5話                                                      | 7月31日        | ネットの恋! すれ違いの悲劇                    | 大石哲也 | 大塚恭司        | 11.9%  |
| 第6話                                                      | 8月07日        | 友情決裂? 明かされた秘密!!                    | 渡辺雄介 | 猪股隆一        | 09.6%  |
| 第7話                                                      | 8月14日        | 父との戦い! 俺は友達を救う                    | 大石哲也 | 位部将人        | 10.3%  |
| 第8話                                                      | 8月21日        | さよならなんて言わせない!                     | 渡辺雄介 | 石尾純          | 10.4%  |
| 第9話                                                      | 8月28日        | 父と仲間が教えてくれたこと                    | 大石哲也 | 猪股隆一        | 12.2%  |
| 第10話                                                     | 9月04日        | 最終決戦! 戦いの幕が上がる                    | 大石哲也 | 大塚恭司 石尾純 | 10.6%  |
| 最終話                                                     | 9月11日        | 最後の約束に込めた想い!                       | 大石哲也 | 大塚恭司 石尾純 | 11.7%  |
| 平均視聴率 11.4%（視聴率は関東地区・ビデオリサーチ社調べ） |                |                                               |          |                 |        |

- 同枠では初めて全話平均視聴率が二桁となった。

| 日本テレビ系列 火曜ドラマ                            | 日本テレビ系列 火曜ドラマ            | 日本テレビ系列 火曜ドラマ                |
| 前番組                                               | 番組名                               | 次番組                                   |
| ---------------------------------------------------- | ------------------------------------ | ---------------------------------------- |
| セクシーボイスアンドロボ （2007年4月10日 - 6月19日） | 探偵学園Q （2007年7月3日 - 9月11日） | 有閑倶楽部 （2007年10月16日 - 12月18日） |

## ゲーム
- ゲームボーイアドバンス
  - 探偵学園Q 名探偵はキミだ! （2003年9月18日、コナミ）
  - 探偵学園Q 究極トリックに挑め! （2004年3月4日 、コナミ）
- PlayStation 2
  - 探偵学園Q 奇翁館の殺意（2003年12月18日・ベスト版：2004年7月8日、コナミ）
- モバイルゲーム
  - 探偵学園Q 消えた美少女と謎の山（2009年9月15日、レベルファイブ）

## ミステリーツアー
JR西日本の企画によるミステリーツアー。2002年と2003年に北陸方面を舞台にツアー参加者が手掛かりをもとに事件を推理する。金田一少年の事件簿の後継として実施した。参加者はJR西日本から発売している北陸方面の企画きっぷや旅行会社から発売されている旅行先が北陸方面のパッケージツアーなどを購入し、企画きっぷなどについてくるツアーキット引換券をJR西日本の主要駅の窓口で引き換えることが出来る。ツアーキットの中身はシナリオブックと現地で使えるクーポンブックと応募はがきである。応募はがきに真犯人の名前と事件に使用したトリックと必要事項を記入し、JR西日本に郵送した後抽選で本作品のテレビアニメDVDやゲームソフトや原作者の直筆サイン入りコミックスやテレビアニメ出演声優陣の直筆サイン入りアフレコ台本が入った探偵学園Qグッズ詰め合わせや開催地の名産品がプレゼントされる。